# SHEFEX
SHEFEX (англ. SHarp Edged Flight EXperiment, «експериментальний літальний апарат з гострими краями») — багаторазовий космічний апарат, що розробляється  Німецьким аерокосмічним центром (Deutsches Zentrum für Luft-und Raumfahrt, DLR).

## Опис
Апарат ракетоподібної форми, має спеціальні аеродинамічні грані для покращеного теплозахисту і маневрування в атмосфері, а також точної посадки.

### Історія запусків
У 2005 році був запущений апарат SHEFEX I який здійснив успішний суборбітальний політ з подальшим точним приземленням. Але результати не задовольняли розробників і тому була розроблена нова модифікація — SHEFEX II.

### Деякі технічні особливості
Новий апарат поки випробовується в аеродинамічній трубі DLR в  Геттінгені. Розроблено особливе покриття ребристої носової частини — виготовлене з посиленої вуглецевими волокнами кераміки, має пористу структуру. Це дозволить при входженні в атмосферу випускати з носа спеціальний газ, який огорне передню частину корабля своєрідною плівкою для охолодження корпусу. Це дозволить витримувати температуру до 10 тисяч градусів Цельсія.
Завдяки цій технології, за задумом розробників, апарат не буде мати потребу в ремонті після кожного приземлення.
SHEFEX II буде керований вже на висоті 100 кілометрів. На 20 кілометрах апарат вистрілить посадковий парашут.
Апарат повинен повертатися цілком, що дозволити знизити вартість польотів і доставку вантажів на орбіту.
За планом запуск ракети повинен відбутися в березні 2011 року з полігону Вумера в Австралії.